# Elektronenleitung
Elektronenleitung bezeichnet den Ladungstransport durch Elektronen.

## Bei Metallen
Metalle können sowohl Elektronen- wie Löcherleiter sein, meist treten beide Leitungsmechanismen gleichzeitig auf.
- Negative Hall-Konstanten weisen auf ein Überwiegen von Elektronenleitung hin
- positive auf Löcherleitung.

Exakt zeigt die Hallkonstante für ein Material das Verhältnis von µe2·ne und µh2·nh  an, mit der Beweglichkeit µ.

## Bei Halbleitern
Bei Halbleitern spricht man von Elektronenleitung, wenn die elektrische Leitung vorwiegend im Leitungsband stattfindet.
- In n-dotierten Halbleitern dominiert die Elektronenleitung.
- Bei p-dotierten Halbleitern erfolgt der Ladungstransport durch Defektelektronen und wird daher als Löcherleitung bezeichnet.

## Sonstiges
Der Begriff Elektronenleitung wird auch in Abgrenzung zur Ionenleitung verwendet. Dort findet der Ladungstransport durch Ionen statt, die mehrere Größenordnungen schwerer sind als Elektronen.
Bei Elektronenröhren findet der Ladungstransport durch freie Elektronen statt.